# Sohoya
Sohoya is een bestuurslaag in het regentschap Nias van de provincie Noord-Sumatra, Indonesië. Sohoya telt 433 inwoners (volkstelling 2010).